# Symfonie nr. 24 (Mozart)
Symfonie nr. 24 in Bes majeur, KV 182, is een symfonie van Wolfgang Amadeus Mozart. Hij schreef het stuk op 3 oktober 1773.

## Orkestratie
De symfonie is geschreven voor:
- Twee hobo's.
- Twee hoorns.
- Strijkers.

## Delen
De symfonie bestaat uit drie delen:
- I Allegro assai.
- II Andantino grazioso.
- III Allegro.